# Махнутін Володимир Володимирович
Володимир Махнутін (рос. Владимир Махнутин; 28 жовтня 1987, м. Чусовий Росія) — російський саночник, який виступає в санному спорті, здебільшого в парному розряді, на професіональному рівні з 2007 року. Дебютував в національній команді, як учасник зимових Олімпійських ігор в Ванкувері 2010 року й посів 10 місце в парному розряді. Балансує в двадцятці найкращих саночників світу, а в парному розряді виступає разом з саночником Владиславом Южаковим з 2008 року.